# Psittacanthus cajamarcanus
Psittacanthus cajamarcanus är en tvåhjärtbladig växtart som beskrevs av Kuijt. Psittacanthus cajamarcanus ingår i släktet Psittacanthus och familjen Loranthaceae. Inga underarter finns listade i Catalogue of Life.